# Rundfunkjahr 2014

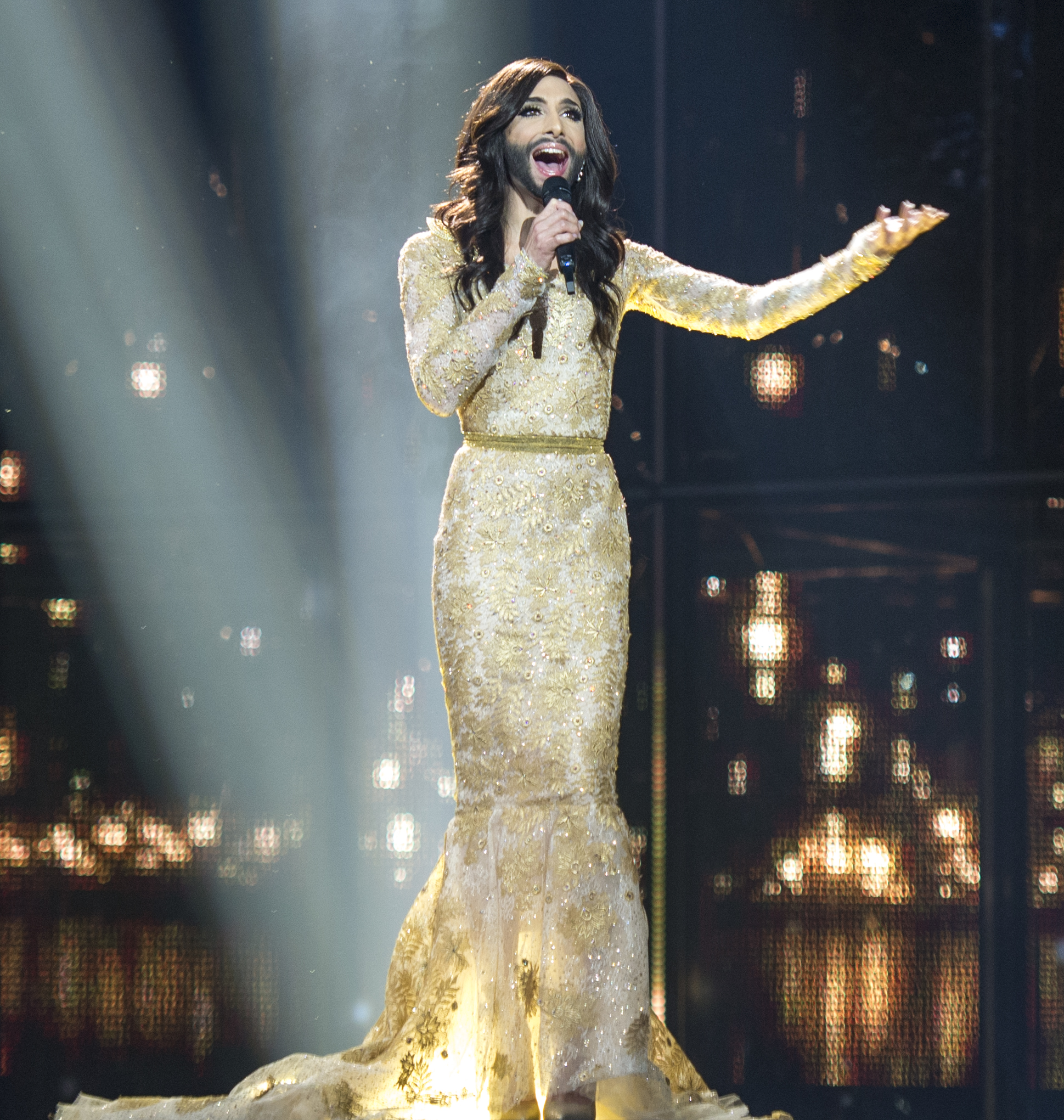
2014: Conchita Wurst gewinnt für Österreich den Eurovision Song Contest in Kopenhagen.

Liste der Rundfunkjahre

◄◄ | ◄ | 2010 | 2011 | 2012 | 2013 | Rundfunkjahr 2014 | 2015 | 2016 | 2017 | 2018 | ► | ►►

Weitere Ereignisse

## Allgemein
- 50. Jahrestag des von parteiunabhängigen Tageszeitungen initiierten Rundfunkvolksbegehrens in Österreich.[1]
- 1. Januar – 20. Jahrestag des Sendebeginns von Deutschlandradio
- 1. Januar – 30. Jahrestag des Starts von Privatfernsehen in Deutschland
- Februar – Der Norddeutsche Rundfunk, Westdeutsche Rundfunk sowie die überregionale Süddeutsche Zeitung gründen den Rechercheverbund NDR, WDR und Süddeutsche Zeitung für Investigativen Journalismus.
- 6. März – Der Stiftungsrat des ORF beschließt, die Standorte des ORF in Wien bis 2021 im ORF-Zentrum Küniglberg zusammenzufassen. Das denkmalgeschützte ORF-Funkhaus in der Argentinierstraße soll veräußert und teilweise – darunter der Große Sendesaal – zurückgemietet werden. Das ORF-Zentrum soll außerdem einen Erweiterungsbau erhalten.[2]
- September – Die Online-Videothek Netflix beginnt damit, ihre Dienste auch in Deutschland, Österreich, der Schweiz und weiteren europäischen Ländern zu verbreiten.
- 31. Oktober – Im Pariser Maison de la Radio bricht aus ungeklärter Ursache ein Großbrand aus, worauf das Gebäude evakuiert werden muss.[3]

## Hörfunk
- 9. Januar – Die staatliche russische Rundfunkgesellschaft WGTRK schaltet sämtliche verbliebenen Langwellenfrequenzen in Russland mit Ausnahme der für Tschetschenien ausgestrahlten Programme vom Standort Tbilisskaja ab. Zuletzt wurde nur noch das Programm Radio Rossii flächendeckend in ganz Russland über zahlreiche Langwellenfrequenzen ausgestrahlt, die weiteren Langwellenfrequenzen der anderen beiden staatlichen Programme Radio Majak sowie des Jugendsenders YuFM waren bereits zuvor abgeschaltet worden.[4]
- 14. Januar – Mit der Produktion Schnee von Bernd Bechtloff startet auf Ö1 die Hörspielreihe Homemade. Dabei sollen Arbeiten unabhängiger Autoren vorgestellt werden.[5]
- 2. Februar – Auf Bayern 2 ist die erste Ausgabe der von Mehmet Scholl moderierten Musiksendung Mehmets Schollplatten zu hören.
- 25. März – Die Radiojournalistin Renata Schmidtkunz wird mit dem Axel-Corti-Preis ausgezeichnet.
- 8. April – Nach dem Ende des Kalten Krieges war der Auslandsrundfunk zunehmend von der Kurzwelle als Verbreitungsweg auf Satellit und Wiederausstrahlung (Rebroadcasting) im Zielland übergegangen. Durch die Krise in der Ukraine kommt es insoweit zu einem Rückschlag, als die Ausstrahlung der Voice of America  über die Frequenzen der Stimme Russlands am 8. April 2014 beendet wurde. Das Programm von Radio Liberty wird dagegen weiterhin über Radio Swoboda in Russland ausgestrahlt.[6]
- 30. April – Die Arbeitsverträge der Moskauer Mitarbeiter der Stimme Russlands sind zum 30. April 2014 gekündigt worden. Seit dem 1. April 2014 wurde die Nutzung der Mittelwelle- und Kurzwellensender eingestellt. Livesendungen sind seitdem nur noch über das Webradio, über Satellit sowie über die Kooperation mit Radio Impala auf DAB+ zu hören. Der Auslandsdienst war zur Jahreswende 2013/2014 zusammen mit der Nachrichtenagentur RIA Novosti in das staatliche Medienunternehmen Rossija Sewodnja überführt worden. Als Gründe für die Restrukturierung wurde neben Geldersparnis die Neuausrichtung der Selbstdarstellung Russlands angesichts zunehmender Spannungen mit dem Westen genannt.[7]
- 11. Mai – In Leipzig wird der Schriftsteller Paul Kohl mit dem Axel-Eggebrecht-Preis für sein Lebenswerk im Bereich Radio-Feature ausgezeichnet.
- 14. Mai – Die auf Ö1 ausgestrahlte Reportagenreihe Journal Panorama feiert ihren 30. Geburtstag.[8]
- 30. Mai – Der Seewetterbericht (shipping forecast), mit dem das Tagesprogramm von BBC Radio 4 am Morgen um 5.20 Uhr beginnt, konnte zum ersten Mal seit 1924 nicht ausgestrahlt werden. Stattdessen wurde das Programm des BBC World Service gesendet. Der Wetterbericht konnte erst um 6.40 Uhr nachgeholt werden, was in Großbritannien für einiges Aufsehen sorgte.[9]
- 20. Juni – Deutschlandradio Kultur stellt seine Hörer-Mitmachsendung 2254 – Nachtgespräche am Telefon ein, die seit 1991 im Programm war.
- 20. Juni – Auf den Frequenzen des ORF-Jugendsenders FM4 ist die letzte reguläre Ausgabe der Satiresendung Salon Helga zu hören. Die Sendung, die zunächst auf Ö3 ausgestrahlt wurde, war seit 1989 im Programm und wurde mit der Gründung des Senders von FM4 1995 übernommen.[10]
- 19. Juli – Auf Ö1 wird die in zusammen mit dem Bayerischen Rundfunk produzierte 12-teilige Hörspielfassung von Elias Canettis Roman Die Blendung erstmals ausgestrahlt.[11]
- 28. Juli – Im Raum Wien startet der Kinderradiosender Mein Kinderradio.

## Fernsehen
- 1. Januar – Der Fernsehjournalist Rainer Hazivar übernimmt als Nachfolger von Eugen Freund die Moderation der ORF-Hauptnachrichtensendung ZIB 1 an der Seite von Nadja Bernhard.
- 1. Januar – Das Neujahrskonzert der Wiener Philharmoniker 2014 wurde erstmals von mehr als 90 Stationen übertragen.
- 12. Januar – Bei der 71. Verleihung der Golden Globe Awards in Los Angeles werden die Serien Breaking Bad und Brooklyn Nine-Nine ausgezeichnet.
- 17. Januar – In Deutschland nimmt der frei empfangbare Disney Channel seinen Sendebetrieb auf.
- 27. Januar bis 1. Februar – TV total sendet live aus New York City anlässlich des dort stattfindenden Finale des Super Bowl am 2. Februar.
- 6. Februar – Jay Leno moderiert die letzte Folge der Tonight Show.
- 23. März – Malte Arkona moderiert nach fünf Jahren Pause, wieder den Tigerenten Club, passend zur 900. Sendung.
- 26. März – USA Network zeigt die 121. und letzte Episode der Krimiserie Psych.
- 31. März – Die CBS-Comedyserie How I Met Your Mother wird nach insgesamt neun Staffeln mit der 208. Episode beendet.
- 1. April – Auf ORF eins ist die 250. Ausgabe der Late-Night-Show Willkommen Österreich  zu sehen. Gäste der Jubiläumssendung sind die Skispringerin Daniela Iraschko-Stolz und die Moderatorin Katrin Bauerfeind.
- 5. April – Während der Ausstrahlung der 212. Ausgabe von Wetten, dass..? gibt Moderator Markus Lanz die Einstellung der Show noch in diesem Jahr nach drei weiteren Folgen bekannt.[12]
- 19. April – Die Tagesschau sendet nach 15 Jahren aus einem neuen Studio in HD-Qualität. Die Premierensendung um 20:00 Uhr moderiert Jan Hofer.
- 10. Mai – Österreich gewinnt mit Rise Like a Phoenix der Sängerin Conchita Wurst 48 Jahre nach dem ersten Siegertitel den 59. Eurovision Song Contest.
- 19. Juni – Bei der 4. Verleihung der Critics’ Choice Television Awards werden Breaking Bad als Beste Dramaserie und Orange Is the New Black als Beste Comedyserie ausgezeichnet. Als Hauptdarsteller konnten sich Jim Parsons und Julia Louis-Dreyfus (Comedy) sowie Matthew McConaughey und Tatiana Maslany (Drama) gegen ihre Konkurrenten durchsetzen.
- 13. Juli – Das Finale der Fußball-Weltmeisterschaft 2014 wurde allein in Deutschland von 34,65 Millionen Fernsehzuschauern verfolgt und brach damit den fünf Tage zuvor im Halbfinale zwischen Brasilien und Deutschland aufgestellten Zuschauerrekord im deutschen Fernsehen.[13]
- 24. August – Das ARD-Nachrichtenmagazin Wochenspiegel wird nach über 61 Jahren vorerst aus Kostengründen eingestellt.
- 25. August – Bei der 66. Verleihung der Emmys werden Breaking Bad und Modern Family als beste Drama- bzw. Comedyserie ausgezeichnet. Breaking Bad ist mit insgesamt 5 Emmys auch die erfolgreichste Produktion der Veranstaltung.
- 28. September –  Die Simpsons startet mit der insgesamt 553. Folge auf Fox in ihre 26. Jahresstaffel.
- 17. Oktober – Die Ministerpräsidentenkonferenz in Potsdam beschließt, die Sender EinsPlus und ZDFkultur zu Gunsten eines neuen Online-Jugendkanals von ARD und ZDF einzustellen.[14]
- 15. November – Die 49. Ausgabe von Schlag den Raab dauert 6:11 Stunden und ist erst um 02:26 Uhr entschieden. Es ist bis dahin die längste Sendung.
- 17. November – DOGTV (Spartenprogramm für Hunde) startet im deutschen Sprachraum auf Telekom Entertain
- 13. Dezember – Nach 33 Jahren und insgesamt 215 Ausgaben ist die Fernsehshow Wetten, dass..? zum letzten Mal im deutschsprachigen Fernsehen zu sehen.
- 17. Dezember – Die Foxserie Die Simpsons, eine der erfolgreichsten Produktionen des Senders, feiert den 25. Jahrestag ihrer Erstausstrahlung in den USA.

## Gestorben
- 21. Januar – Manfred Bleskin, deutscher Fernsehjournalist (n-tv) stirbt 64-jährig in Berlin.
- 27. Januar – Karl Löbl, österreichischer Musik- und Theaterkritiker und Kulturjournalist stirbt 83-jährig in Wien.
- 1. Februar – Maximilian Schell, österreichischer Schauspieler und Regisseur stirbt 83-jährig in Innsbruck.
- 3. Februar – Richard Bull, US-amerikanischer Schauspieler (bekannt als Nels Oleson Unsere kleine Farm, 1974–1983) stirbt 89-jährig in Calabasas, Kalifornien.
- 13. Februar – Ralph Waite, US-amerikanischer Schauspieler (bekannt als John Walton, Sr. in Die Waltons, 1972–1981) stirbt 85-jährig in Palm Desert, Kalifornien.
- 14. März – Niels Clausnitzer, deutscher Schauspieler und Synchronsprecher (deutsche Standardstimme von Roger Moore sowie zahlreicher Fernsehseriendarsteller wie Max Wright in Alf) stirbt wenige Tage vor seinem 84. Geburtstag in München.
- 22. März – Martin Schulze, deutscher Journalist stirbt 76-jährig.
- 30. März – Kate O’Mara, britische Schauspielerin (Der Denver-Clan) stirbt 74-jährig Sussex.
- 7. April – Peaches Geldof, britischer Reality-TV-Star (Teenage Mind, 2005, Teenage America, 2006) DJjane und It-Girl stirbt 25-jährig.
- 13. April – Peter Heusch, deutscher Schauspieler und Synchronsprecher stirbt 76-jährig in Frankfurt am Main.
- 14. April – Ekkehard Böhmer, deutscher Fernsehregisseur stirbt 84-jährig in Wiesbaden.
- 1. Mai – Heinz Schenk, deutscher Sänger, Hörfunk- und Fernsehmoderator (Zum Blauen Bock) stirbt 89-jährig in Wiesbaden.
- 14. Juni – Francis Matthews, britischer Schauspieler stirbt 86-jährig. Neben zahlreichen Filmauftritten war er vor allem als Titelheld in der deutsch-britischen Fernsehserie Paul Temple (1969–71) bekannt geworden.
- 15. Juni –  Casey Kasem, US-amerikanischer Radiomoderator (American Top 40) stirbt 82-jährig in Gig Harbor, Washington.[15]
- 16. Juli – Heinz Zemanek, österreichischer Computerpionier stirbt 94-jährig in Wien.
- 18. Juli – Dietmar Schönherr, deutscher Schauspieler (Raumpatrouille, 1966) und Moderator (Wünsch dir was, 1969–1972 sowie Je später der Abend, 1973–1974) stirbt 88-jährig in Santa Eulària des Riu, Ibiza.
- 28. Juli – Philipp Brammer, deutscher Schauspieler (Lindenstraße) und Synchronsprecher stirbt 44-jährig in Ramsau bei Berchtesgaden.[16]
- 11. August – Robin Williams, US-amerikanischer Schauspieler (Mork vom Ork, 1978–1982) stirbt 63-jährig nahe Tiburon, Kalifornien.
- 16. August – Peter Scholl-Latour, deutsch-französischer Journalist stirbt 90-jährig in Rhöndorf.
- 18. August – Don Pardo, US-amerikanischer Radio- und Fernsehmoderator stirbt 96-jährig in Tucson, Arizona.[17]
- 5. September – Ruth Kappelsberger, deutsche Fernsehansagerin und Schauspielerin (Königlich Bayerisches Amtsgericht, 1968–1972) stirbt 86-jährig in Berg am Starnberger See.
- 11. September – Joachim Fuchsberger, deutsch-australischer Entertainer (Auf Los geht’s los, 1977–1986) stirbt 87-jährig in Grünwald bei München.
- 9. Oktober – Udo Reiter, Intendant des MDR (1991–2011) stirbt 70-jährig.
- 18. Oktober – Gerhard Pretting, österreichischer Radiojournalist (Ö1) stirbt 45-jährig.[18][19]
- 20. Oktober – Friedrich-Wilhelm von Sell, Intendant des WDR (1976–1985) und des ORB (1991) stirbt 88-jährig.
- 20. Oktober – Ursula Lingen, deutsch-österreichische Schauspielerin stirbt 85-jährig in Wien.
- 11. November – Carol Ann Susi, US-amerikanische Schauspielerin (The Big Bang Theory) stirbt 62-jährig in Los Angeles.
- 14. November – Glen A. Larson, US-amerikanischer Fernsehproduzent (Ein Sheriff in New York, 1970–1977, Magnum, 1981–1988) stirbt 77-jährig in Santa Monica, Los Angeles County.
- 10. Dezember – Ralph Giordano, deutscher Journalist, Publizist und Regisseur stirbt 91-jährig in Köln.